# Don Saturnino og cocakrigen
Don Saturnino og cocakrigen er en film instrueret af Steffen Viteri Knudsen.

## Handling
Den bolivianske bonde Don Saturnino dyrker coca for at kunne give sine seks børn en bedre fremtid. "Ikke fordi jeg er kriminel", som han siger. Don Saturnino dyrker også ris, majs og bananer, men det eneste, der giver penge, er coca. Cocaplanten har været dyrket i Sydamerika i årtusinder, hvor befolkningen bruger det dagligt som helsemiddel og til religiøse formål. Men coca er også råvare til kokain og crack, og derfor betaler USA det bolivianske narkopoliti og militær for at bekæmpe cocadyrkningen. Filmen følger bøndernes kamp for at legalisere cocadyrkningen, en kamp for overlevelse.